# タスマン (NPC)
タスマン（Tasman）は、ニュージーランドのタスマン地方、ネルソン地方、マールボロ地方の3州を代表する、ニュージーランド州代表選手権（NPC、National Provincial Championship）のラグビーユニオンチームである。愛称は「タスマン・マコ（Tasman Mako）」。
ここでは、チームを統括する組織「タスマン・ラグビー・ユニオン（Tasman Rugby Union）」についても述べる。

## ホームスタジアム
ホームスタジアムは、マールボロ地方のブレナムにあるランズダウン・パーク（Lansdowne Park）と、ネルソンのトラファルガー・パーク（Trafalgar Park）。

## 沿革
タスマンは、後述のように3州の旧ユニオンからできた、ニュージーランドでもっとも新しいユニオンおよびその代表チームである。
2005年、タスマン・ラグビー・ユニオンが設立される。
2006年、ニュージーランドの州ごとに選抜されたチームで競うNPC（ニュージーランド州代表選手権、National Provincial Championship）に、タスマンが初出場。
2019年・2020年で、NPC連覇を果たした。

## タスマン・ラグビー・ユニオン
1870年5月、ニュージーランドで初めて、ラグビーの試合がネルソンで行われ、「ニュージーランドラグビー発祥の地」となる。
1885年、ネルソン地方とタスマン地方で、ネルソン・ラグビーユニオン（Nelson Rugby Union）、愛称「グリフィンズ（the Griffins）」が設立された。
1888年、マールボロ地方にマールボロ・ユニオン（Marlborough Union）が設立される。愛称は「レッド・デビルズ（Red Devils）」。
1920年、ネルソンから港湾部が分離した形でゴールデンベイズ=モトゥエカ・ラグビーユニオン（Golden Bays-Motueka Rugby Unions）が設立。
1969年にネルソンとゴールデンベイズ=モトゥエカが再合併し、ネルソン・ベイズ・ラグビーサブユニオン（Nelson Bays Rugby Sub-Union）となる。
2005年12月、マールボロとネルソン・ベイズが合併し、タスマン・ラグビー・ユニオンとなる。

## スーパーラグビー
クライストチャーチに拠点を置くスーパーラグビー参加チーム、クルセイダーズに選手を輩出している。そのほか、ハイランダーズ、チーフス、ブルーズなどにタスマン出身の選手がいる。